# Gajus (påve)

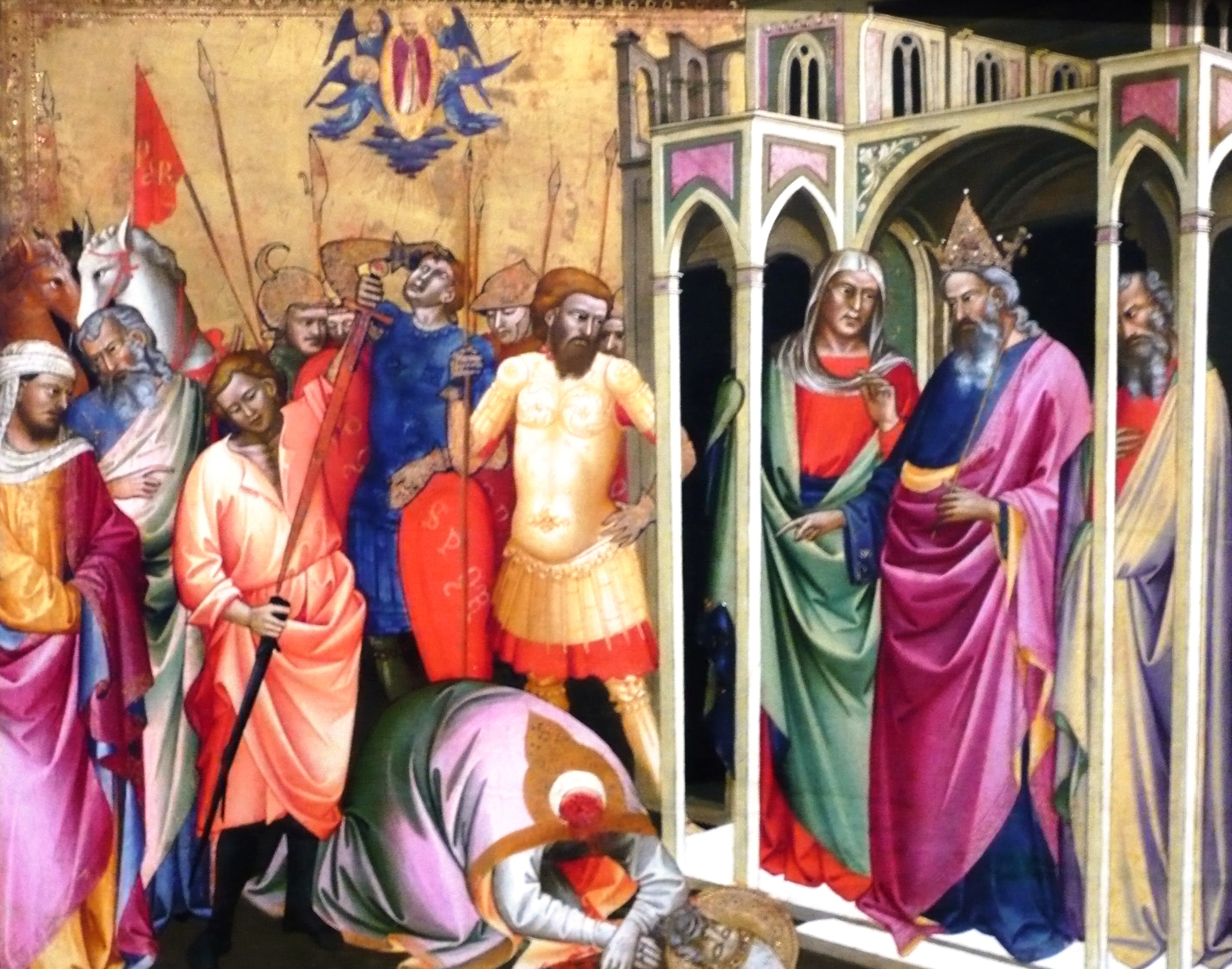
Påve Gajus martyrium. Målning av Lorenzo Monaco från 1390-talet.

Gajus, född i Dalmatien, var påve från den 17 december 283 till den 22 april 296. Han vördas som helgon i Romersk-katolska kyrkan med festdag 22 april, tillsammans med påven Soter.

## Biografi
Inte mycket är känt om Gajus pontifikat. En del källor uppger att han var släkting till kejsar Diocletianus, medan Catholic Encyclopedia fastslår att ingenting alls är känt om hans liv, annat än hur länge hans pontifikat varade och uppgifter om hans grav; han begravdes, uppger Depositio Episcoporum, den 10 maj 296 i den påvliga kryptan i Sankt Calixtus katakomber.
I Rom fanns vid Diocletianus termer en kyrkobyggnad helgad åt påve Gajus – San Caio. Byggnaden, som ursprungligen var en av titelkyrkorna, ersattes under 400-talet av en större kyrka. Med tiden förföll kyrkan och 1631 lät påve Urban VIII riva byggnaden och uppföra en ny i barockstil. Denna kyrka revs dock 1885 för att ge plats åt Ministero della Difesa, Italiens försvarsministerium.